# Восставший из ада (франшиза)
«Восставший из ада» (англ. Hellraiser) — это британско-американская медиафраншиза, состоящая из одиннадцати фильмов ужасов а также различных комиксов, а также дополнительных товаров и материалов. Основанная на новеле английского писателя Клайва Баркера «Адское сердце», франшиза сосредоточена вокруг сенобитов, в которую входит главный антагонист по имени Пинхед.
Общий сюжет франшизы сосредоточен на коробке-головоломке. Он открывает врата в адское царство форм жизни сенобитов. Сенобиты — орден бывших людей, ставших монстрами, собирающими человеческие души для пыток в своих садистских экспериментах.
Баркер создал франшизу и был сценаристом и режиссером оригинального фильма. Он заявил, что передал продюсерской компании права на сюжет и персонажей еще до выхода первого фильма, не осознавая, каким критическим и финансовым успехом он будет. Франшиза была перезагружена одиннадцатым фильмом, который был выпущен на Hulu в 2022 году, а также продолжением телесериала, находящимся в разработке на канале HBO.

## Краткое описание
Сюжет всех фильмов строится вокруг маленькой Шкатулки, изобретённой игрушечных дел мастером Филиппом Лемаршаном в 1796 году. На шкатулке были начерчены неизвестные символы, которые, складываясь в определённую комбинацию, открывают двери в ад. Через эти двери к открывшему их приходят сенобиты. Они даруют открывшему шкатулку незабываемые удовольствия, но забирают его душу с собой в ад, подвергая её ужасающим своей извращённостью насильственным пыткам.

## Съёмки
Фильм имеет девять сиквелов, снятых разными режиссёрами на разных киностудиях. В нескольких из них указано, что персонажи созданы Клайвом Баркером. Другого отношения к этим фильмам писатель не имеет. Последний сиквел снят в 2018 году. В 2009 году режиссёр Паскаль Ложье решил снять ремейк, однако спустя месяц работы над сценарием он по неназванным причинам остановил работу над проектом. Во всех частях, кроме девятой и десятой, роль гвоздеголового сенобита Пинхеда исполнил Даг Бредли, в девятой части его роль сыграл Стефан Смит Коллинз. Девятая часть «Восставшего из ада» имеет крайне низкий бюджет, потому что была профинансирована продюсерами исключительно для того, чтобы согласно договору они не могли потерять права на интеллектуальную собственность всей франшизы.

## Фильмы
| Год   | Название                               | Оригинальное название         | Время            | Режиссёр               | Бюджет       | Кассовые сборы |
| ----- | -------------------------------------- | ----------------------------- | ---------------- | ---------------------- | ------------ | -------------- |
| 1987  | «Восставший из ада»                    | Hellraiser                    | 93 мин. / 01:33  | Клайв Баркер           | $1 000 000   | $14 564 027    |
| 1988  | «Восставший из ада 2»                  | Hellbound: Hellraiser II      | 99 мин. / 01:39  | Тони Рэндл             | $2 500 000   | $12 090 735    |
| 1992  | «Восставший из ада 3: Ад на земле»     | Hellraiser III: Hell On Earth | 93 мин. / 01:33  | Энтони Хикокс          | $5 000 000   | $12 534 961    |
| 1996  | «Восставший из ада 4: Кровное родство» | Hellraiser IV: Bloodline      | 85 мин. / 01:25  | Джо Чеппел, Кевин Ягер | $4 000 000   | $9 336 886     |
| 2000  | «Восставший из ада 5: Преисподняя»     | Hellraiser: Inferno           | 100 мин. / 01:40 | Скотт Дерриксон        | $2 000 000   | н/д            |
| 2002  | «Восставший из ада 6: Поиски ада»      | Hellraiser: Hellseeker        | 89 мин. / 01:29  | Рик Бота               | $3 000 000   | н/д            |
| 2003  | «Восставший из ада 7: Армия мертвецов» | Hellraiser: Deader            | 89 мин. / 01:29  | Рик Бота               | $4 000 000   | н/д            |
| 2005  | «Восставший из ада 8: Адский мир»      | Hellraiser: Hellworld         | 95 мин. / 01:35  | Рик Бота               | $5 000 000   | н/д            |
| 2011  | «Восставший из ада: Откровения»        | Hellraiser: Revelations       | 75 мин. / 01:15  | Виктор Гарсия          | $300 000     | н/д            |
| 2018  | «Восставший из ада: Приговор»          | Hellraiser: Judgment          | 81 мин. / 01:21  | Гэри Дж. Танниклифф    | $350 000     | н/д            |
| 2022  | «Восставший из ада»                    | Hellraiser                    | 121 мин. 02:01   | Дэвид Брукнер          | $14 000 0000 | $12,460        |
| Итог: | Итог:                                  | Итог:                         | Итог:            | Итог:                  | $41 150 000  | $48 539 069    |

В октябре 2006 года Баркер объявил через свой официальный веб-сайт, что он будет писать сценарий для готовящегося ремейка оригинального фильма «Восставший из ада», который будет снят компанией «Dimension Films». В итоге французский режиссёр Паскаль Ложье был назначен режиссёром фильма, но позже был снят с проекта из-за творческих разногласий с продюсерами; Ложье хотел, чтобы его фильм был очень серьёзным, тогда как продюсеры хотели, чтобы фильм был более коммерческим и привлекал молодёжную аудиторию.
28 января 2010 года Camelot Entertainment Group, Inc. объявила, что дистрибьютор работает над документальным фильмом о франшизе Unearthed: The Hellraiser Saga. Фильм будет поставлен Стефаном Хатчинсоном по сценарию Райана Роттена.
20 октября 2010 года Боб Вайнштейн официально объявил, что сценарий для перезагрузки франшизы напишет Тодд Фармер, а режиссёром будет Патрик Люсье. История сиквела должна была отличаться от оригинального фильма, так как Люсье и Фармер не хотели пересказывать оригинальную историю из уважения к работе Клайва Баркера. Вместо этого фильм должен был сфокусироваться на вселенной. Тем не менее, в 2011 году Фармер подтвердил, что и он, и Люссье были исключены из проекта.
В 2012 году издание Variety сообщило, что в производстве находится телесериал «Восставший из ада», над которым работает студия Sonar Entertainment. Некоторые ключевые персонажи должны были вернуться в новом шоу.
В октябре 2013 года Клайв Баркер объявил, что напишет сценарий нового фильма, а Даг Брэдли должен был вернуться к роли Пинхеда. В октябре 2014 года Баркер заявил, что второй проект сценария был завершён и назвал будущую картину «очень свободным» ремейком оригинального фильма, но заявил, что может и не выступить в качестве режиссёра. 18 марта 2017 года Клайв Баркер сказал, что «сценарий фильма был написан и доставлен в Dimension несколько лет назад. Это была последняя информация относительно фильма, пока не появились новости о съёмках продолжения».

Несколько недель назад у меня была очень продуктивная встреча с Бобом Вайнштейном из Dimension Pictures, в ходе которой мы обсуждали ремейк первого фильма «Восставший Из Ада». Идея о моём возвращении к первому фильму и раскрытию сюжета по-новому, отдавая дань прошлому, понравилась студии Dimension. Сегодня я был официально приглашён для написания сценария. Что я могу рассказать вам об этом? Ну, это не будет фильм, заполненный графеном. Я всё так же верю в силу грима, как и когда я писал сценарий и снимал первый «Восставший Из Ада». Конечно, лучший грим в мире утратит силу, если он нанесён не на первоклассного актера. Я поделился своим мнением с командой, что лучшего Пинхеда, чем Дуглас Брэдли не может быть, и к моей радости Боб Вайнштейн согласился. Так что, как только все документы будут в порядке, я приступлю к написанию сценария.— Клайв Баркер
В феврале 2019 года стало известно, что компания Miramax хочет перезагрузить франшизу. Под впечатлением от переосмысленного «Хэллоуина», студия ведёт переговоры с Blumhouse Productions Джейсона Блума, который подтвердил, что обсуждение ведётся, но пока на ранней стадии. В мае появилась информация, что производством фильма займётся компания Spyglass Media Group, а сценарий напишет Дэвид С. Гойер. В апреле 2020 года режиссёром проекта был назначен Дэвид Брукнер. Предыдущий сценарий был отвергнут, а новыми сценаристами назначены Бен Коллинз и Люк Пиотровски.
Премьера состоялась эксклюзивно в онлайн-кинотеатре Hulu.

### Отменённый кроссовер с «Хэллоуином»
В одном из своих интервью Даг Брэдли заявил, что в 2002 году Dimension Films получили два сценария кроссовера с участием Пинхеда и Майкла Майерса, антагониста сериала «Хэллоуин». Хотя Dimension Films изначально отклонили проект, потому что полагали, что грядущий фильм «Фредди против Джейсона» провалится, студия пересмотрела своё решение после того, как собрала 114 миллионов долларов при бюджете в 30 миллионов долларов. По словам Брэдли, Клайв Баркер намеревался вернуться, чтобы написать сценарий, в то время пока Джон Карпентер считался режиссёром. Проект в конечном итоге был закончен, когда продюсер «Хэллоуина» Мустафа Аккад отверг эту идею из-за негативного отклика поклонников обеих франшиз.

## Телесериал
28 июня 2019 года издание Deadline сообщило, что продюсеры Рой Ли и Дэн Фара собираются запустить в производство сериал во вселенной оригинальной серии «Восставшего из ада». Среди форматов нового шоу рассматриваются как традиционный сквозной сюжет, так и антология, где каждый эпизод будет рассказывать новую историю. На данном этапе идёт поиск сценариста-шоураннера.
В конце апреля 2020 года стало известно, что телеканал HBO заказал пилотный эпизод сериала по мотивам серии фильмов. Режиссёром первого эпизода станет Дэвид Гордон Грин, а сценарий напишут Майкл Догерти и Марк Верхайден.

## Книги
Первое произведение, по которому и был снят фильм, было написано самим режиссёром Клайвом Баркером и опубликовано в ноябре 1986 года.
29 сентября 2009 года была выпущена антологическая книга, состоящая из двадцати одной истории и озаглавленная «Адские сердца» (Hellbound Hearts). «Алые Евангелия» (The Scarlet Gospels) — продолжение «Адского сердца» и кроссовера с историями Клайва Баркера «Гарри д’Амур» — было написано Баркером и выпущено в 2015 году. «Восставший из ада: Сбор» (Hellraiser: The Toll) был написан Марком Аланом Миллером и опубликовано в Subteriterranean Press в феврале 2018 года. В 2016 году Пол Кейн написал книгу «Шерлок Холмс и Слуги ада» (Sherlock Holmes and the Servants of Hell), который объединяет вселенные «Восставшего из ада» и Шерлоком Холмсом сэра Артура Конан Дойла.

## Комиксы

### Epic Comics
Epic Comics выпустил серию дополнительных выпусков комиксов для франшизы «Восставший из ада». Комиксы содержали набор рассказов, в которых Клайв Баркер выступал консультантом. В период с 1989 по 1992 год в Epic было опубликовано двадцать серийных комиксов. Они также опубликовали три специальных выпуска с 1992 по 1994 год, один из которых был праздничным, в дополнение к адаптации «Восставшего из ада III: Ад на Земле» и сборнику первых двух выпусков. Другие выпуски включали ограниченную серию «Книга проклятых и булавочных голов» Клайва Баркера, а также кроссоверы «Восставших из ада» против «Ночного народа».
| Название                                                  | Год публикации | Номера журналов |
| --------------------------------------------------------- | -------------- | --------------- |
| Hellraiser                                                | 1989—1992      | #1-20           |
| Clive Barker’s Book of the Damned: A Hellraiser Companion | 1991—1993      | #1-4            |
| Hellraiser vs. Nightbreed — Jihad                         | 1991           | #1-2            |
| Epic Book One                                             | 1992           | #1              |
| Hellraiser (collected book)                               | 1992           | #1              |
| Hellraiser III (film adaptation)                          | 1992           | #1              |
| Hellraiser: Summer Special                                | 1992           | #1              |
| Hellraiser: Holiday Special                               | 1992           | #1              |
| Pinhead                                                   | 1993—1994      | #1-6            |
| Pinhead vs. Marshal Law                                   | 1993           | #1-2            |
| Clive Barker’s The Harrowers                              | 1993—1994      | #1-6            |
| Clive Barker’s Hellbreed                                  | 1994           | #1-3            |
| Hellraiser: Spring Slaughter                              | 1994           | #1              |

### Boom! Studios
В декабре 2010 года Boom! Studios объявили, что будут публиковать новую серию «Восставшего из ада», написанную Клайвом Баркером и Кристофером Монфеттом, начиная с марта 2011 года, а также будут перепечатывать избранные комиксы под названием «Восставший из ада: Мастерские работы».
| Название                   | Год публикации | Номера журналов |
| -------------------------- | -------------- | --------------- |
| Hellraiser                 | 2011—2012      | #1-20, 5 TPBs   |
| Hellraiser: Masterpieces   | 2011           | #1-12, 2 TPBs   |
| Hellraiser: The Road Below | 2012           | #1-4, 1 TPB     |
| Hellraiser: The Dark Watch | 2013—2014      | #1-12, 3 TPBs   |
| Hellraiser: Bestiary       | 2014—2015      | #1-6, 1 TPB     |

### Seraphim Inc.
Seraphim Inc. выпустила серию оригинальных графических романов под названием «Восставший из ада» в 2017 году. Это сборники историй, происходящих во вселенной «Восставший из ада», которые были написаны разными авторами, включая самого Баркера.
| Название                         | Год публикации | Номера журналов |
| -------------------------------- | -------------- | --------------- |
| Hellraiser: Anthology — Volume 1 | 2017           | 1 TPB           |
| Hellraiser: Anthology — Volume 2 | 2017           | 1 TPB           |

## Игры
Super 3D Noah’s Ark изначально разрабатывалась по лицензия как Hellraiser для Nintendo Entertainment System. В конечном итоге команда отказалась от этой идеи и превратила её в упрощенную библейскую игру. До выхода Bloodline, Magnet Interactive Studios разрабатывали несвязанную видеоигру под названием Hellraiser: Virtual Hell. В 2011 году The Weinstein Company анонсировала видеоигры на основе нескольких своих франшиз, в том числе по «Восставшему из ада».
В 2025 году была анонсирована первая полноценная игра во франшизе — Clive Barker's Hellraiser: Revival.

## Документальные фильмы
В 2015 году Кевин МакДонах снял 476 минутный документальный фильм «Левиафан: История „Восставшего из ада“ и „Восставшего из ада 2“» содержащий в себе уникальные кадры и интервью с создателями и участниками дилогии.